# Ryōsuke Okuno
Ryōsuke Okuno (jap. 奥野 僚右, Okuno Ryōsuke; * 13. November 1968 in der Präfektur Kyōto) ist ein ehemaliger japanischer Fußballspieler und -trainer.

## Karriere
Okuno erlernte das Fußballspielen in der Schulmannschaft der Yamashiro High School und der Universitätsmannschaft der Waseda-Universität. Seinen ersten Vertrag unterschrieb er 1993 bei den Kashima Antlers. Der Verein spielte in der höchsten Liga des Landes, der J1 League. Mit dem Verein wurde er 1996 und 1998 japanischer Meister. 1997 gewann er mit dem Verein den J.League Cup und den Kaiserpokal. Für den Verein absolvierte er 185 Erstligaspiele. 2000 wechselte er zum Ligakonkurrenten Kawasaki Frontale. 2000 erreichte er das Finale des J.League Cup. Für den Verein absolvierte er 25 Erstligaspiele. 2001 wechselte er zum Ligakonkurrenten Sanfrecce Hiroshima. Für diesen Verein absolvierte er 21 Erstligaspiele. Danach spielte er bei Thespa Kusatsu (2002–2003). Ende 199 beendete er seine Karriere als Fußballspieler.

## Erfolge
Kashima Antlers
- J1 League

Meister: 1996, 1998
Vizemeister: 1993, 1997
- J.League Cup

Sieger: 1997
Finalist: 1999
- Kaiserpokal

Sieger: 1997
Finalist: 1993
Kawasaki Frontale
- J.League Cup

Finalist: 2000